# Spirit: Stallion of the Cimarron
Spirit: Stallion of the Cimarron (prt: Spirit - Espírito Selvagem; bra: Spirit - O Corcel Indomável) é um filme de animação estadunidense do gênero aventura western, lançado em 2002 produzido pela DreamWorks Animation e distribuído pela DreamWorks Pictures.
Dirigido por Kelly Asbury e Lorna Cook, em suas estreias como diretores, e escrito por John Fusco, o filme conta a história de Spirit, um cavalo-garanhão mustangue (dublado por Matt Damon através de uma narração em primeira pessoa), que é capturado durante a Guerra Indígena Americana pela Cavalaria dos Estados Unidos, sendo posteriormente libertado por um nativo americano chamado Pequeno Rio (Little Creek, na dublagem original), que tenta criá-lo na sua aldeia dacota. Em contraste com a maneira como os animais são retratados em um estilo antropomórfico em outras produções animadas, Spirit e seus companheiros cavalos se comunicam através de sons e linguagens corporais como cavalos comuns.
Spirit: Stallion of the Cimarron foi lançado nos cinemas norte-americanos em 24 de maio de 2002 e faturou US$ 122,6 milhões mundialmente contra um orçamento de US$ 80 milhões. Foi indicado ao Óscar de Melhor filme de animação, perdendo para A Viagem de Chihiro.

## Enredo
Spirit é um corcel líder de seu rebanho em um pasto no velho oeste, que herdou de seu pai após sua morte (que não é mostrada no filme); lá ele vive tranquilamente junto com sua mãe e o restante do seu bando. Certa noite decide investigar pelas redondezas ao perceber a presença de seres humanos, curiosidade essa que o levou a ser capturado e levado a um forte por soldados americanos, os quais tentaram a difícil tarefa de domá-lo. Após deixar Spirit sem água ou comida por três dias e vendo que seus soldados tinham dificuldade para domesticá-lo, o Coronel decide ele mesmo cumprir a tarefa. No mesmo forte, Spirit conhece Pequeno Rio, um índio que também havia sido capturado pelos soldados. O Coronel, aparentemente, obtém exito quando faz a demonstração de suas habilidades para dominar o animal perante os soldados, mas Spirit faz um esforço e se revolta contra o Coronel, fugindo em direção ao curral e ocasionando a fuga dos outros cavalos presos, enquanto que Pequeno Rio, após uma perseguição no interior da fortaleza, escapa junto com Spirit e os outros cavalos dos soldados.
Uma vez fora da fortaleza, Pequeno Rio leva Spirit para sua aldeia, onde ele conhece Chuva, uma égua a quem Spirit é apresentado depois de um tempo, acompanhada de outras éguas paint horse de jovens índios. Alguns dias depois, após várias tentativas mal sucedidas de montar em Spirit, Pequeno Rio decide libertá-lo para ir embora, mas o corcel, que até aquele momento demonstrou um interesse romântico em Chuva, mostra-se relutante em abandonar a aldeia. Enquanto isso, um grupo de soldados americanos ataca a aldeia.
Spirit retorna e vê que Chuva foi ferida por um tiro quando tentava proteger Pequeno Rio e esta cai no rio. Spirit corre para salvá-la, mas a força da correnteza leva os dois a despencarem de uma cachoeira. Após a queda, Spirit percebe que Chuva está muito fraca e enquanto permanece ali esperando que ela melhorasse de alguma forma, chegam alguns soldados que se oportunizam da situação para novamente capturar Spirit que, estando indefeso e fraco, acaba cedendo à pressão dos homens em obrigá-lo a abandonar a égua estatelada próximo ao rio, gravemente ferida; Pequeno Rio surge logo em seguida para tentar salvar Chuva e promete resgatar Spirit.
Spirit é levado para, junto a outros cavalos, puxar uma locomotiva em uma ladeira muito alta, mas quando descobre que os humanos estão construindo uma ferrovia em direção à sua terra natal, lugar habitado por sua mãe e seus companheiros, arranja um jeito de escapar e liberta os outros cavalos das correntes; como resultado, o conjunto que levava a locomotiva cai colina a baixo, enquanto Spirit foge de ser esmagado por ela. A locomotiva se choca com outra que estava parada abaixo do morro e provoca um enorme incêndio na floresta; Spirit é cercado pelas chamas e fica preso no ramo de uma árvore, e, no momento em que tudo parecia perdido, Pequeno Rio surge e o salva da morte; ao fugir do fogo, eles acabam caindo em um rio.
No dia seguinte, estando ele e Pequeno Rio finalmente amigos, são perseguidos pelo mesmo Coronel do forte. O Coronel corre atrás deles até cercá-los em um penhasco e, sem nenhuma saída, Spirit salta junto com Pequeno Rio montado em si para o outro lado do penhasco, livrando-se de serem alcançados pelos soldados do Coronel, que finalmente desiste de capturá-lo. Pequeno Rio regressa a sua aldeia, que está sendo reconstruída após os ataques das tropas americanas, levando consigo Spirit, o qual reencontra, para sua felicidade, a égua Chuva recuperada e saudável. Pequeno Rio, então, liberta Chuva deixando-a partir com Spirit, que a leva para sua terra natal, reencontrando-se com sua mãe e a sua família.

## Elenco
- Matt Damon como o corcel Spirit (através de locução em primeira pessoa)
- Daniel Studi como Pequeno Rio (Little Creek em inglês)
- James Cromwell como o Coronel
- Chopper Bernet como Sargento Adams
- Jeff LeBeau como Murphy/Engenheiro-chefe da Ferrovia
- Richard McGonagle como Bill
- Matt Levin como Joe
- Robert Cait como Jake
- Charles Napier como Roy
- Zahn McClarnon como amigo de Pequeno Rio #1
- Michael Horse como amigo de Pequeno Rio #2
- Donald Fullilove como um dos trabalhadores da ferrovia

## Produção

### Desenvolvimento
O escritor John Fusco, mais conhecido por seu trabalho nos gêneros ocidental e nativo americano (como os filmes Young Guns e Young Guns II), foi contratado pela DreamWorks para criar um roteiro original baseado em uma ideia de Jeffrey Katzenberg. Fusco começou escrevendo e submetendo um romance ao estúdio e depois adaptou seu próprio trabalho ao formato de roteiro. Ele permaneceu no projeto como escritor principal ao longo de quatro anos, trabalhando em estreita colaboração com Katzenberg, os diretores e demais artistas do estúdio.

### Animação e design
Spirit: Stallion of the Cimarron foi criado ao longo de quatro anos misturando técnicas de animação tradicional à mão e animação por computador. James Baxter disse que a animação de Spirit foi a produção mais difícil em que ele trabalhou para um filme: "Eu literalmente passei as primeiras semanas com a porta fechada, dizendo a todos do estúdio: 'Vá embora; tenho que me concentrar'. Foi bastante assustador, porque quando comecei a desenhar cavalos, de repente percebi o pouco que sabia". A equipe da DreamWorks Animation, sob sua orientação, usou um cavalo chamado "Donner" como modelo para desenhar Spirit e levou o cavalo ao estúdio de animação em Glendale, Califórnia, para os animadores o estudarem.
O designer de som Tim Chau foi despachado para estábulos nos arredores de Los Angeles para gravar os sons de cavalos reais; o filme final apresenta batidas de casco reais e vocais de cavalo que foram usados para expressar suas vocalizações no filme. Nenhum dos personagens animais do filme emite diálogos além da narração em primeira pessoa do protagonista Spirit, interpretada por Matt Damon. Muitos dos animadores que trabalharam em Spirit também trabalharam em Shrek 2, pois sua influência pode ser notada no personagem Burro. O desenho do Coronel foi vagamente inspirado em George Armstrong Custer.[carece de fontes?]
A equipe de produção, composta por Kelly Asbury, Lorna Cook, Mireille Soria, Jeffrey Katzenberg, Kathy Altieri, Luc Desmarchelier, Ron Lukas e o supervisor da história Ronnie del Carmen fizeram uma viagem ao oeste dos Estados Unidos para ver lugares cênicos que eles poderiam usar como inspiração para os locais do filme. O pasto natural habitado por Spirit e seu rebanho foi baseado nos parques nacionais de Glacier, Yosemite e na Cordilheira Teton; o local do forte da cavalaria americana foi inspirado no Monument Valley, enquanto que a aldeia indígena de Pequeno Rio foi baseada no Parque Nacional de Yellowstone.
| “                                                        | Viajando para todos esses lugares diferentes, fomos lembrados de que este é um país magnífico; portanto, em alguns aspectos, era uma maneira de honrar e celebrar a grandeza em nosso próprio quintal. Geograficamente, nós meio que jogamos as 'lógicas' pela janela. Tiramos o melhor da natureza e demos a nossa própria visão, o que caiu muito bem para a história. | ” |
| — Lorna Cook, em entrevista para o site CinemaReview.com | |   |

### Música
A partitura instrumental do filme foi composta por Hans Zimmer, com canções de Bryan Adams nas versões em inglês e francês do álbum. Garth Brooks originalmente deveria escrever e gravar músicas para o filme, mas o acordo fracassou.
A música tema de abertura do filme "Here I Am" foi escrita por Adams, Zimmer e Gretchen Peters, sendo produzida por Jimmy Jam e Terry Lewis. Outra música, não incluída no filme em si (embora possa ser ouvida nos créditos finais), é "Don't Let Go", que é cantada por Bryan Adams num dueto com Sarah McLachlan sob um piano; foi escrita por Bryan Adams, Gavin Greenaway, Robert Lange e Gretchen Peters. Muitas das músicas e arranjos foram inspirados no oeste americano, com temas baseados em amor, paisagens, fraternidade, lutas e jornadas.
As versões italianas das músicas foram cantadas por Zucchero Fornaciari. As versões em espanhol das faixas do álbum foram cantadas por Erik Rubín (em espanhol mexicano) e Raúl Fuentes Cuenca (espanhol europeu). A versão brasileira da trilha sonora do filme foi interpretada pelo cantor Paulo Ricardo, enquanto a versão portuguesa foi cantada pelo artista Olavo Bilac. As versões norueguesas das músicas foram cantadas por Vegard Ylvisåker da dupla de comédia norueguesa Ylvis.

## Lançamento
Spirit: Stallion of the Cimarron foi lançado nos cinemas estadunidenses em 24 de maio de 2002.

### Mídia doméstica
Spirit: Stallion of the Cimarron foi lançado em VHS e DVD em 19 de novembro de 2002. Foi relançado em DVD em 18 de maio de 2010. O filme foi lançado em Blu-ray pela Paramount Home Entertainment em 13 de maio de 2014.

## Recepção

### Resposta crítica
Baseado em 128 análises coletadas pelo agregador de críticas Rotten Tomatoes, Spirit: Stallion of the Cimarron possui uma classificação geral de aprovação de 70% e uma pontuação média ponderada de 6,4/10; o consenso crítico do site diz: "Um filme visualmente impressionante que pode ser muito previsível e politicamente correto para adultos, mas que cai muito bem para crianças". Já o Metacritic atribui ao filme a pontuação 52/100 com base em 29 revisões, indicando "críticas geralmente mistas ou médias".
O crítico de cinema Roger Ebert, disse em sua resenha do filme: "Organizado por personagens cômicos e companheiros bonitos, Spirit é mais puro e direto do que a maioria das histórias que vemos na animação - uma fábula com a qual suspeito que os espectadores mais jovens se identificam fortemente". Leonard Maltin, do programa de TV americano Hot Ticket, chamou o filme de "um dos mais belos e emocionantes recursos de animação já criados". Clay Smith, do programa Access Hollywood, considerou o filme "um clássico instantâneo". Jason Solomons descreveu o filme como "uma animação grosseiramente desenhada da DreamWorks sobre um cavalo que salva o Ocidente, contrariando um general do exército dos Estados Unidos". A crítica de cinema Claudia Puig, em sua resenha para o jornal USA Today, deu ao filme três estrelas de quatro, escrevendo que a "conquista mais significativa dos cineastas é a criação de um filme que tocará o coração de crianças e adultos, além de levar o público à beira de seus assentos". Dave Kehr, do The New York Times, criticou a maneira como o filme retratava Spirit e Pequeno Rio como "clichês puros" e sugeriu que a animação poderia conter ao menos um personagem para fins de "alívio cômico".
O filme foi exibido fora de competição no Festival de Cannes de 2002. A personagem Chuva foi o primeiro cavalo animado a receber um certificado de registro honorário da American Paint Horse Association (APHA).

### Desempenho comercial
Quando Spirit estreou no fim de semana do feriado de Memorial Day de 2002, o filme ganhou US$ 17.770.036 no período de sexta a domingo e US$ 23.213.736 no final de semana de quatro dias, para uma média de US$ 6.998 em 3.317 cinemas.
O filme em geral abriu em quarto lugar atrás de Star Wars: Episódio II – Ataque dos Clones, Homem-Aranha, e Insomnia. Em seu segundo final de semana, o filme recuou 36% em receita, acumulando US$ 11.303.814, com uma média de US$ 3.362, mesmo com uma expansão para 3.362 cinemas e terminando em quinto lugar no fim de semana. No terceiro fim de semana, o filme caiu 18%, para US$ 9.303.808, obtendo uma média de US$ 2.767 com as mesmas 3.362 salas. O filme teve seu circuito nos cinemas encerrado em 12 de setembro de 2002, depois de arrecadar US$ 73.280.117 nos Estados Unidos e Canadá, com US$ 49.283.422 adicionais no exterior, totalizando um total mundial de US$ 122.563.539, contra um orçamento de US$ 80 milhões.

## Prêmios e indicações
| Cerimônia                              | Categoria                                           | Recipiente(s) | Resultado |
| -------------------------------------- | --------------------------------------------------- | --- | --------- |
| ASCAP Film and Television Music Awards | Melhor música                                       | Hans Zimmer Bryan Adams | Venceu    |
| Academy Awards                         | Melhor filme de animação                            | Jeffrey Katzenberg | Indicado  |
| Annie Awards                           | Melhor filme de animação                            | | Indicado  |
| Annie Awards                           | Realização individual em Storyboarding              | Ronnie Del Carmen | Venceu    |
| Annie Awards                           | Realização individual em Storyboarding              | Larry Leker | Indicado  |
| Annie Awards                           | Realização individual em Storyboarding              | Simon Wells | Indicado  |
| Annie Awards                           | Realização individual em design de produção         | Luc Desmarchelier | Venceu    |
| Annie Awards                           | Realização individual no design de personagens      | Carlos Grangel | Venceu    |
| Annie Awards                           | Realização individual na animação de efeitos        | Yancy Landquist | Venceu    |
| Annie Awards                           | Realização individual na animação de efeitos        | Jamie Lloyd | Indicado  |
| Critics Choice Awards                  | Melhor filme de animação                            | | Indicado  |
| Genesis Awards                         | Melhor filme                                        | | Venceu    |
| Golden Globes                          | Melhor canção original                              | Hans Zimmer (musica) Bryan Adams (letras) Gretchen Peters (letras) pela música "Here I Am" | Indicado  |
| Kids' Choice Awards                    | Voz favorita de um filme animado                    | Matt Damon | Indicado  |
| Golden Reel Award                      | Melhor edição de som em produções animadas          | Tim Chau (supervisor de edição de som) Carmen Baker (supervisor de edição de som) Jim Brookshire (supervisor de edição de diálogo/supervisor editor) Nils C. Jensen (editor de som) Albert Gasser (editor de som) David Kern (editor de som) Piero Mura (editor de som) Bruce Tanis (editor de som) | Indicado  |
| Golden Reel Award                      | Melhor edição de som em produções animadas - Música | Slamm Andrews (editor de música/editor de trilha) Robb Boyd (editor de música) | Indicado  |
| Online Film Critics Society Awards     | Melhor filme de animação                            | | Indicado  |
| Phoenix Film Critics Society Awards    | Melhor filme de animação                            | | Indicado  |
| Golden Satellite Awards                | Melhor filme, mídia animada ou mista                | | Indicado  |
| Visual Effects Society Awards          | Melhor animação de personagem em um filme animado   | James Baxter | Indicado  |
| Western Heritage Awards                | Melhor filme                                        | Mireille Soria (produtora) Jeffrey Katzenberg (produtor) Kelly Asbury (diretor) Lorna Cook (diretor) John Fusco (escritor) Matt Damon (ator principal) James Cromwell (ator principal) Daniel Studi (ator principal)                                                                                | Venceu    |
| World Soundtrack Awards                | Melhor canção original escrita para um filme        | Hans Zimmer Bryan Adams (letrista/intérprete) R.J. Lange (letrista) pela música "This Is Where I Belong" | Indicado  |
| World Soundtrack Awards                | Melhor canção original escrita para um filme        | Hans Zimmer Bryan Adams (letrista/intérprete) Gretchen Peters (letrista) pela música "Here I Am" | Indicado  |
| Young Artist Awards                    | Melhor longa-metragem para família - Animação       | | Venceu    |

## Outras mídias

### Videogame
Dois jogos de videogame baseado no filme foram lançados em 28 de outubro de 2002: Spirit: Stallion of the Cimarron — Forever Free, lançado pela extinta THQ para PC; e Spirit: Stallion of the Cimarron — Search for Homeland, para Game Boy Advance.

### Série e filmes sequenciais
Uma seriado animado por computador baseado no filme intitulado Spirit Riding Free estreou na Netflix em 5 de maio de 2017 nos Estados Unidos. A série segue todas as aventuras ousadas quando o filho homônimo de Spirit conhece uma garota chamada Lucky, cuja coragem lembra bastante a sua.
A série em si está sendo adaptada para se tornar um longa-metragem e está programada para ser lançada nos cinemas em 14 de maio de 2021 pela Universal Pictures.